# HOLLYナイト
HOLLYナイト（ほーりーナイト）は、日本のお笑いコンビ。2010年4月から2012年12月まで活動。どっかんプロに所属。主に東海地方で活動していた。

## メンバー
- HOLLY（ほーりー、本名:堀口修司（ほりぐち しゅうじ）、1983年4月8日 - ）

愛知県瀬戸市生まれ。南山大学総合政策学部卒業。
身長173cm、体重100kg。
血液型はB型。
趣味、特技はカラオケ・旅行・料理・パソコン・占い。
- 小松“ナイト”拓矢（こまつ ないと たくや、本名:小松拓矢（こまつ たくや）、1991年12月5日 - ）

以前は、高校生男女お笑いコンビ、リプレイマシンのメンバーだった。
愛知県一宮市生まれ。
身長174cm、体重52kg。
血液型はA型。
趣味、特技は野球・音楽鑑賞・漫画・ゲーム・競馬。

## 芸風
- 昭和生まれのＨＯＬＬＹと平成生まれの小松“ナイト”拓矢。この二人から繰り出されるマシンガントーク漫才やひとクセもふたクセもあるコントは、他の追随を許さない。メンバーでボケ、ツッコミの役割を作っておらず、どちらもボケたりツッコんだり、時には２人でボケていくネタを行っている。主に勘違いや妄想を使ったボケを使うパターンが多い。たまにお互いがアクロバティックな動きを見せることもある。

## エピソード
- 尊敬するお笑いコンビは共に野性爆弾さんと答えている。

## 主な出演番組

### テレビ
- UP!（名古屋テレビ放送、2011年2月）

### ラジオ
- 大人のえ～会話教室（[毎週木曜24時～26時[愛知北エフエム放送]ネット放送http://842.fm]、2010年9月～）
- 十二鍋 ～なべのおこげ～（尾張東部放送（RADIO SANQ）、2010年4月～、HOLLYのみ）